# Сан Дженаро Везувиано
Сан Джена̀ро Везувиа̀но (на италиански: San Gennario Vesuviano) е град и община в Южна Италия, провинция Неапол, регион Кампания. Разположен е на 56 m надморска височина. Населението на общината е 11 676 души (към 2014 г.).